# Gruta de Lomas Rishi

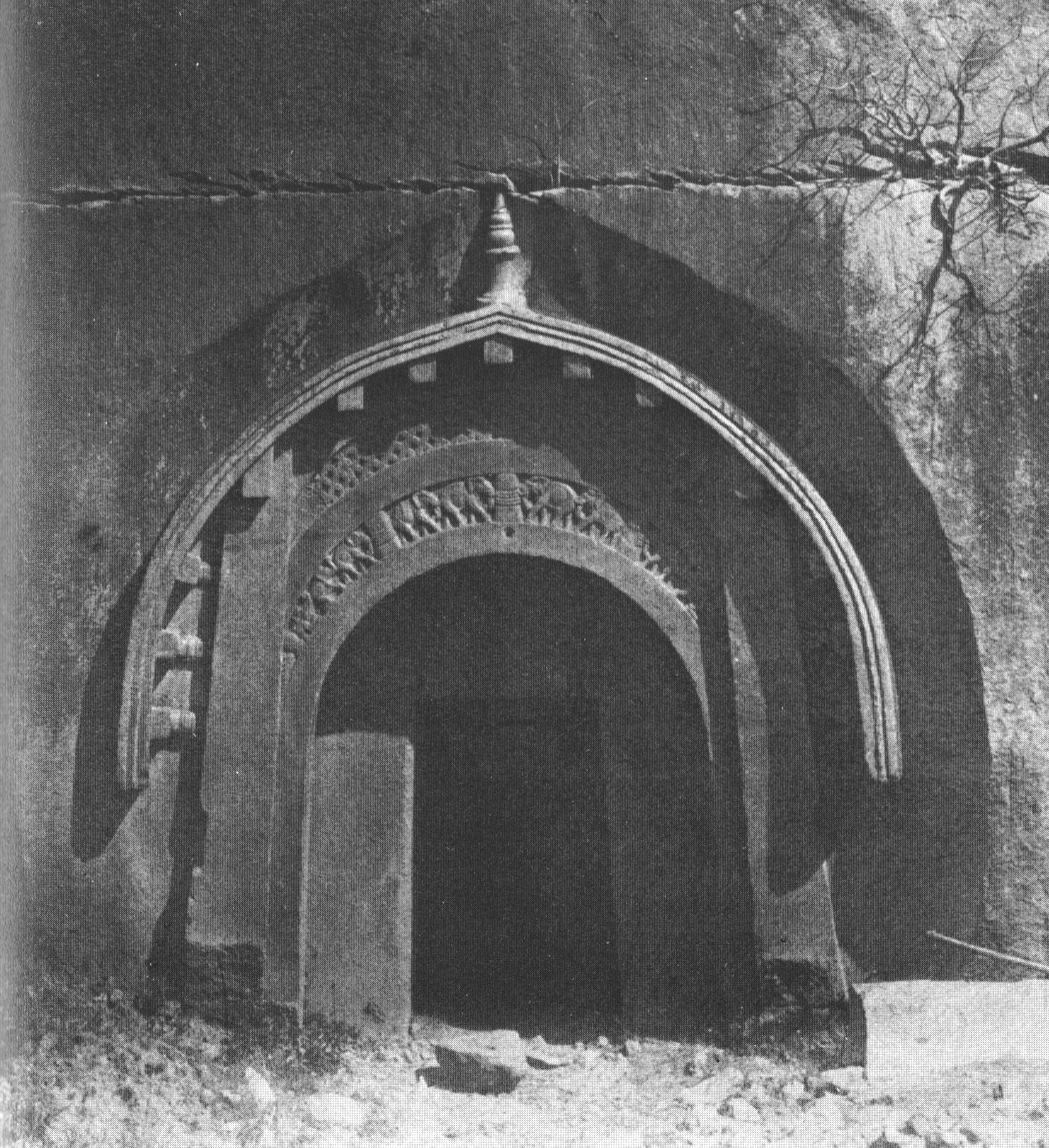
Arquitectura maurya en las montañas Barabar. La gruta de Lomas Rishi, siglo III a. C.

La cueva o gruta de Lomas Rishi es una gruta o cueva sagrada de la India ubicada en Barabar y los montes Nagarjuni, en el distrito Jehanabad del estado de Bihar. Esta cueva fue excavada para ser un santuario. Fue construida en el reinado de Ashoka durante el periodo del imperio maurya en el siglo III a. C., como parte de una arquitectura sagrada dirigida a los budistas. El estilo cabaña en la fachada exterior de la cueva, que significaba cobertizo de leche,  tuvo un fuerte impacto en el sur de Asia. Esto se transformó en un modelo arquitectónico empleado en otras construcciones budistas y en las cuevas jainas en la India, igualmente retomado por el más grande budista chaitya realizado en las cuevas de Ajanta o de Karli en Maharastra.

## Localización

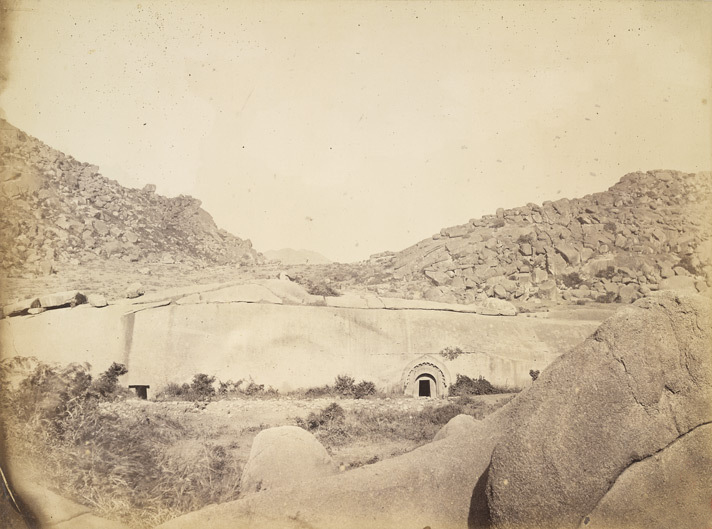
Lomas Rishi y las cuevas de Sudama.

La cueva de Lomas Rishi fue tallada en roca de granito en la cara de las montañas Barabar (India central), en su flanco izquierdo se encuentra la pequeña cueva de Sudama. Esta se encuentra a  24 km de Gaya en el distrito Jehanabad de Bihar, a 11 km de Makhdumpur bloque HQ.

## Historia

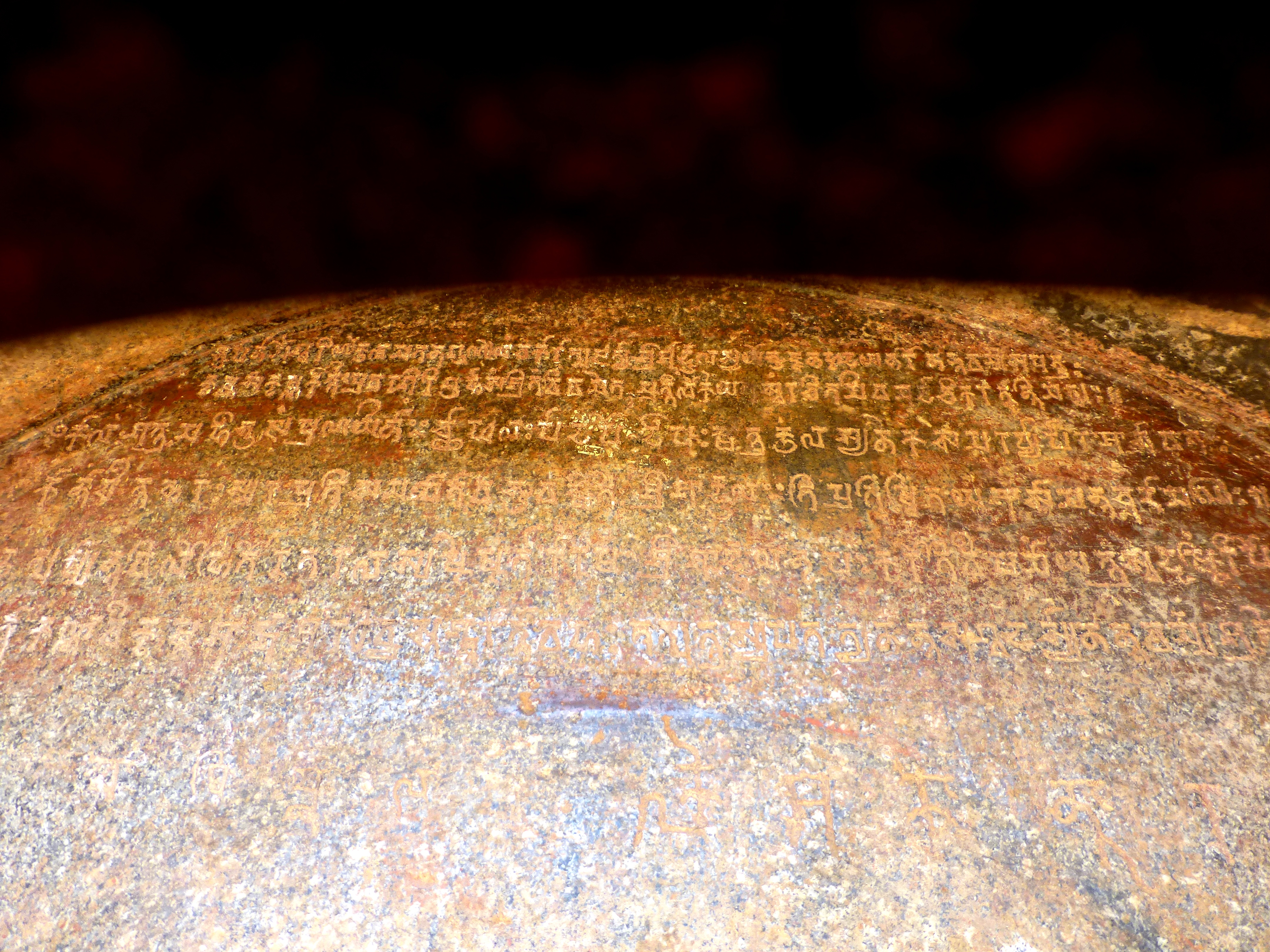
Inscripción en la cueva de Lomas Rishi

Durante el reinado de los mauryan y el emperador Ashoka (un budista que reinó en casi todo el país, conocido actualmente como India) en el tercer siglo a. C., siete cuevas conocidas como Satgarva fueron excavadas en las montañas Barabar y Nagaragunja para el uso de los ajeevikas (monjes budistas). La cueva de Lomas Rishi es una de ellas; las otras seis son: (i) Karna Chaupar, (ii) cueva de Sudama, (iii)  cueva Vishmitra (Vishwa Zopri), (iv) cueva Gopi, (v) cueva Bahayak y (vi) cueva Vaidantika. Esta cueva en particular, «epigráficamente y arquitectónicamente», pertenece al año 250 a. C.. Es la más destacada en las montañas Barabar y tiene una inscripción que dice que el nieto de Ashoka llamado Dasrath entregó la cueva a los ajeevikas.
E. M. Forster en su novela Pasaje a la India (1924) basó la escena de las «Cuevas Marabar» en estas cuevas, que había visitado.

## Características
La fachada tallada en la cueva tiene forma de una cabaña de paja soportada por una estructura de vigas y posee una puerta para replicar la arquitectura de vigas. Sus aleros son curvos. Los ornamentos son "arquitrabe curvado" consistía en elefantes tallados en su camino a stupas. Dentro de la cueva hay dos salas. Una es un gran salón, rectangular, que funcionaba como un salón de asambleas. Dentro se encuentra un segundo salón, de menor tamaño, que tiene un techo en forma de domo.